# 6992 Мінано-мачі
6992 Мінано-мачі (6992 Minano-machi) — астероїд головного поясу, відкритий 27 січня 1995 року.
Тіссеранів параметр щодо Юпітера — 3,220.